# ناحیه پرایری، شهرستان ادگار، ایلینوی
ناحیه پرایری (به انگلیسی: Prairie Township) یک منطقهٔ مسکونی در ایالات متحده آمریکا است که در شهرستان ادگار، ایلینوی واقع شده‌است. ناحیه پرایری ۱۹۶ متر بالاتر از سطح دریا واقع شده‌است.